# Sweet Baby (Macy Gray)
Sweet Baby è un singolo della cantante statunitense Macy Gray, pubblicato nel 2001 ed estratto dall'album The Id.
La canzone vede la partecipazione della cantante statunitense Erykah Badu.

## Tracce
- CD

1. Sweet Baby (featuring Erykah Badu)
2. Sweet Baby (8 Jam Remix featuring Erykah Badu)
3. Better Where You Are
4. Sweet Baby (music video)

- 12"

1. Sweet Baby (8 Jam Remix featuring Erykah Badu)
2. Hey Young World Part 2 (featuring Slick Rick)
3. Sweet Baby (featuring Erykah Badu)

## Video
Il videoclip della canzone è stato diretto da Dave Meyers.

## Classifiche
| Classifica (2001) | Posizione raggiunta |
| ----------------- | ------------------- |
| Australia         | 39                  |
| Canada            | 16                  |
| Italia            | 18                  |
| Regno Unito       | 23                  |